# Locomotiva FS 245

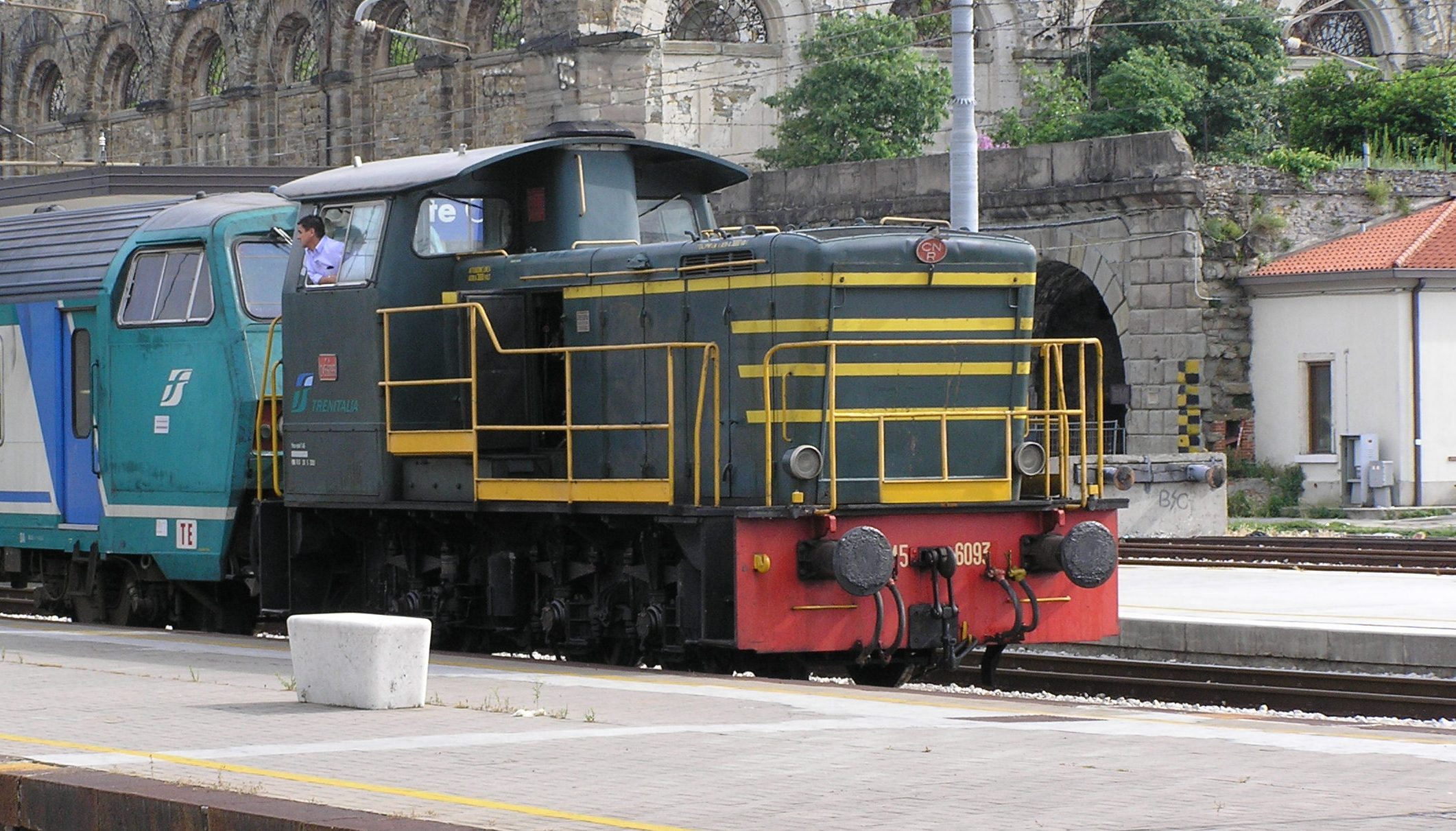
Diesel da manovra 245, serie 6010-6124 idrodinamiche

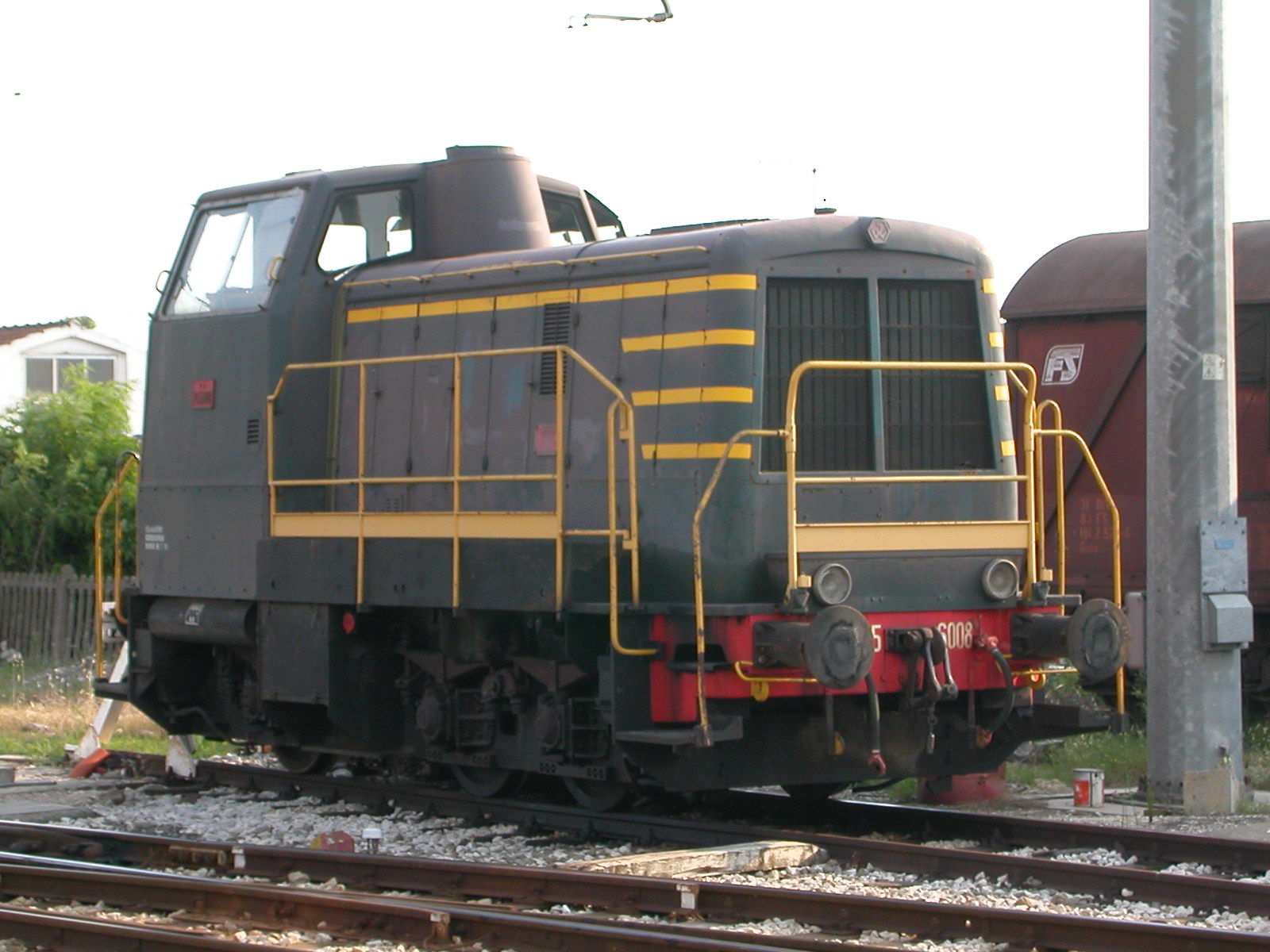
Diesel da manovra 245, prima serie 6001-6009

Le locomotive FS 245 delle Ferrovie dello Stato sono locomotive di rodiggio C a scartamento normale, con motore Diesel e trasmissione idrodinamica (ed in parte idrostatica), che dal 1963 prestano servizio da manovra negli impianti ferroviari italiani. Sono state costruite in grande numero ed in varie serie diverse in tempi ed ordinazioni successive.

## Storia
Il folto ed eterogeneo gruppo di locomotive da manovra 245 nasce dall'esigenza delle Ferrovie dello Stato italiane di ammodernare il proprio parco di rotabili sostituendo nel contempo le sempre più antieconomiche locomotive a vapore che oltre ai consumi elevati di carbone richiedevano un equipaggio di due agenti di macchina e tutta una struttura di accudienza e manutenzione nei depositi. All'inizio degli anni sessanta il Servizio Materiale e Trazione di Firenze approntò un progetto in collaborazione con l'affermata azienda austriaca produttrice di locomotive Jenbacher Werke; dopo un periodo di prova di un prototipo nel 1963 venne consegnata una piccola serie di 9 unità, costruite su licenza dalla Officine Meccaniche della Stanga di Padova; queste vennero immatricolate come 245.6001-6009 ed assegnate ai compartimenti ferroviari di Milano e di Venezia. La loro caratteristica principale era un cambio idraulico Voith L24 e l'innovativa trasmissione mediante alberi cardanici e i ponti riduttori sulle sale montate. In seguito la trasmissione Voith L24, costruita su licenza in italia della Breda, venne applicata a tutte le locomotive da manovra fino all'avvento delle D.255.
Nello stesso periodo le FS effettuarono un ordinativo, a più riprese per complessive 58 unità, alla Badoni di Lecco anch'essa prestigiosa azienda produttrice di locomotive da manovra che aveva sviluppato una sua offerta di 245 ma con trasmissione idrostatica e biella di accoppiamento dei 3 assi. Queste entrarono in servizio tra il 1964 e il 1968 e vennero immatricolate come 245.0001-0058. Badoni propose alcune di queste locomotive, con l'identificazione "Tipo X", anche ad alcune ferrovie private tra cui la SATTI.
Alla fine del 1963, valutato il positivo riscontro pratico nell'esercizio delle 245 del progetto Jenbach, le ferrovie ordinarono un lotto di 155 locomotive che vennero dette di tipo unificato (cioè del tipo con trasmissione idrodinamica Voith e alberi cardanici) all'industria coinvolgendo nella commessa i Cantieri Navali Riuniti, le Reggiane e la OM; le consegne iniziate nel 1966 si conclusero nel 1970.
Per un breve periodo le FS acquisirono tre locomotive Jung R42C di proprietà dell'impresa Lagorara di Genova immaticolandole nel gruppo 245.8001-8003. Le locomotive confluirono poi nel parco locomotive dell'Autorità portuale del Porto di Genova perdendo l'immatricolazione FS.
Tra il 1973 e il 1980 una nuova commessa di costruzione di 245 fu assegnata a varie industrie come IMER, Ferrosud, Greco e Badoni. La serie, ultima per il gruppo, venne immatricolata come 245.2101-2237 e fu frutto della progettazione della Breda di Pistoia che decise di equipaggiare la locomotiva con la più tradizionale trasmissione a bielle seppur modernizzata con l'adozione di cuscinetti a rulli. In seguito furono costruite ulteriori unità di tale serie, cioè le 245.2238-2286, consegnate entro il 1987, portando il numero totale della serie 2100 a 186 unità (in sostituzione dell'ulteriore unità 245.2287 prevista in ordine, venne fornito il prototipo 255.2101).
Nel 1986 la 245.2014 fu trasformata nel prototipo del nuovo gruppo di locomotive Diesel da manovra 250.2001 che presentava come principale caratteristica l'adozione della nuova trasmissione Voith L3r4 all'epoca ampiamente diffusa sulle locomotive da manovra dei maggiori costruttori europei. Nei primi anni 2000 vennero sostituiti i motori delle macchine della serie 245.6010-6124 con degli Isotta Fraschini V 1712 NF.
Nel 2019 venne ordinata un'operazione di ammodernamento per 25 macchine (con opzione per ulteriori 20) del parco Mercitalia Shunting & Terminal della serie 245.6010-6124. Oltre alla rimotorizzazione con motore Volvo Penta TAD1384VE, le macchine oggetto di queste modifiche subirono il cambiamento della logica dall'originale basata su sistemi elettromeccanici a una numerica basata su microprocessori oltre a vare modifiche sia meccaniche che elettriche per ridurre l'obsolescenza. Il 13 febbraio 2021 venne consegnata la prima unità trasformata.

## Caratteristiche
Sotto la denominazione di locomotiva 245 sono state immatricolati rotabili che di comune avevano soltanto il rodiggio e la meccanica di massima. Si possono suddividere in due grandi categorie:
- Le idrostatiche della Badoni con una trasmissione fluidodinamica ad alta pressione Hydro-Titan e la trasmissione di moto a biella di accoppiamento; appartengono a questa serie le 245.0001-0058.

- Le idrodinamiche derivate dalle Jenbach con cambio idrodinamico e trasmissione ad alberi cardanici e le serie successive con trasmissione a bielle.

Le prestazioni della locomotiva, di tutto rispetto, permettono il traino in manovra di 1000 t su pendenza massima del 3 per mille.
La locomotiva è dotata di impianto frenante a ceppi ad aria compressa con freno Westinghouse. Anche le sabbiere sono azionate ad aria compressa. Tutte le locomotive con cambio idrodinamico Voith L24 erano dotate di un selettore della gamma di velocità "alta" o "bassa" ovvero 64 km/h o 32 km/h utilizzabili per i servizi di manovra o le tradotte in linea.
245.0001-0058
La serie 245.0000 montava la trasmissione brevettata Hydro-Titan di tipo idrostatica composta da una pompa e motore idraulici interconnessi da tubazioni ad alta pressione. L'inversione di marcia era ottenuta mediante la variazione dell'orientamento dei pistoncini del motore. Questa tipologia di trasmissione poteva agire anche da freno idrostatico. Il motore diesel era un OM.
A partire dal 1975 le locomotive idrostatiche sono state modificate a causa della onerosità di manutenzione, unificandole alle altre mediante lo smontaggio del sistema idrostatico e adottando la trasmissione Voith L24 al pari delle altre unità idrodinamiche.
245.6001 - 6009
La serie 245.6000 presentava trasmissione idraulica Voith, alberi cardanici  e ponti riduttori; il motore diesel era a 2 tempi costruito su licenza dalla Jenbach Diesel srl a Bolzano.
245 ''unificate''
Le locomotive di serie ''unificate'' condividevano le stesse soluzioni sviluppate da Jenbach per i prototipi, con la differenza dei ponti di trasmissione di costruzione differente. Per la serie 6010-6124 il motore era il medesimo Jenbach JW 600 ciclo due tempi, la serie 1001-1020 montava un motore Mercedes-Benz Mb836 costruito da Fiat su licenza, la serie 2001-2020 montava un motore Breda ID36. Le 245.1001-1020 originariamente nacquero con una trasmissione OM tipo S, anche in questo caso le FS decisero successivamente per l'adozione dell'ormai prescelta Voith L24.
245.2101-2286
La serie 245.2100 venne completamente rivista a partire dalla trasmissione del moto seppure il cambio e il motore rimase lo stesso delle 245.2000; le bielle, piuttosto insolite per una locomotiva progettata negli anni '70, vennero installate su cuscinetti creando così una soluzione moderna.
245.8001-8003
Le locomotive Jung R42C confluite nel gruppo 245.8000 erano fortemente diverse dalle contemporanee 245.6000 o 245.0000; il cambio era il più grande Voith L37 a tre velocità, all'epoca il più diffuso sul mercato tedesco (equipaggia ad esempio le famose V60 delle DB). Il motore era un MAN W8V turbo da 440 CV.
Unificazione delle motorizzazioni
A partire dagli anni '90 per le 245.6000 venne avviato un programma unificazione delle motorizzazioni che prevedeva la rimozione del vecchio JW 600 a due tempi a favore del BRIF ID36.

## Ripartizione per costruttore
- Locomotiva 245.0001-0058: Antonio Badoni/OM
- Locomotiva 245.6001-6009: Officine Meccaniche della Stanga/Jenbacher Werke
- Locomotiva 245.8001-8003: Arnold Jung Lokomotivfabrik
- Locomotiva 245.2001-2020: Officine Meccaniche Reggiane/Breda
- Locomotiva 245.6010-6124: Cantieri Navali Riuniti/OM/Jenbacher Werke
- Locomotiva 245.1001-1020: OM/FIAT-Mercedes-Benz
- Locomotiva 245.2101-2237: Antonio Badoni/Greco/Ferrosud/IMER

## Unità assegnate a Mercitalia Rail
Dal 2017 le locomotive 245 assegnate a Mercitalia Rail (ex Trenitalia Cargo) sono in totale 105.
- 4 Locomotori 245 assegnati al deposito di Bologna San Donato.
- 2 Locomotori 245 assegnati al deposito di Catania.
- 9 Locomotori 245 assegnati al deposito Cervignano Smistamento.
- 13 Locomotori 245 assegnati al deposito di Livorno.
- 7 Locomotori 245 assegnati al deposito Maddaloni Marcianise Smistamento.
- 26 Locomotori 245 assegnati al deposito Milano Smistamento.
- 1 Locomotore 245 assegnato al deposito di Palermo.
- 2 Locomotori 245 assegnati al deposito di Taranto.
- 21 Locomotori 245 assegnati al deposito Torino Orbassano.
- 14 Locomotori 245 assegnati al deposito di Verona.